# إرنست هاس
إرنست هاس (بالإنجليزية: Ernst Haas) (و. 1921 – 1986 م) هو مصور، ومصور أخبار، وصحفي، وكاتب من الولايات المتحدة، والنمسا، ولد في فيينا، توفي في نيويورك، عن عمر يناهز 65 عاماً.

## جوائز
حصل على جوائز منها:
- جائزة هاسلبلاد [الإنجليزية]‏ (1986).

## وصلات خارجية
- إرنست هاس على موقع IMDb (الإنجليزية)
- إرنست هاس على موقع الموسوعة البريطانية (الإنجليزية)
- إرنست هاس على موقع ميوزك برينز (الإنجليزية)
- إرنست هاس على موقع ديسكوغز (الإنجليزية)

- إرنست هاس في قاعدة بيانات الأفلام على الإنترنت